# Freccia (combattimento fanteria)
Il Veicolo Blindato Medio (VBM) Freccia è un veicolo da combattimento della fanteria derivato dalla blindo Centauro, realizzato dal CIO (Consorzio tra IVECO ed OTO Melara) 
È dotato di torretta OTO Melara hitfist plus (montata in una versione precedente e meno sofisticata anche sui veicoli da combattimento IFV Dardo) e capace di trasportare 8 fanti completamente equipaggiati.
L'equipaggio è composto da un pilota e da due operatori situati nella torretta.

## Versioni
Ne esistono varie versioni: 
- VBM Freccia AIFV: veicolo da combattimento della fanteria (Armoured Infantry Fighting Vehicle) ovvero la verione da combattimento per la fanteria meccanizzata.[4]
  - VBM Freccia ATGM: versione da combattimento dodata di missile anticarro (Anti-Tank Guided Missile)[4]
- VBM Freccia LTCP: versione posto comando (Land Tactical Command Post) che unisce due veicoli in uno: un ACP CU (Unità Comando) ad un ACP TU (Unità Tattica) ovvero un Autocarro pesante tattico. [5]
- VBM Freccia ARV: versione per il genio, soccorso e riparazione (Armoured Recovery Vehicle). [6]
- VBM Freccia AMC: versione porta-mortaio (Mortar Carrier shares) [7]
- VBM Freccia APC: veicolo per il trasporto truppe (Armoured Personnel Carrier) [8]

## Produzione
Lo sviluppo di una serie di mezzi derivati dalla blindo Centauro ebbe inizio nel 1998, a seguito dell'esigenza di disporre di un mezzo blindato capace di trasportare una squadra di fanteria sul campo di battaglia che sostituisse i vecchi M113 in dotazione. Il primo prototipo fu consegnato nel 2002, mentre la produzione ha avuto inizio verso la fine del 2008.

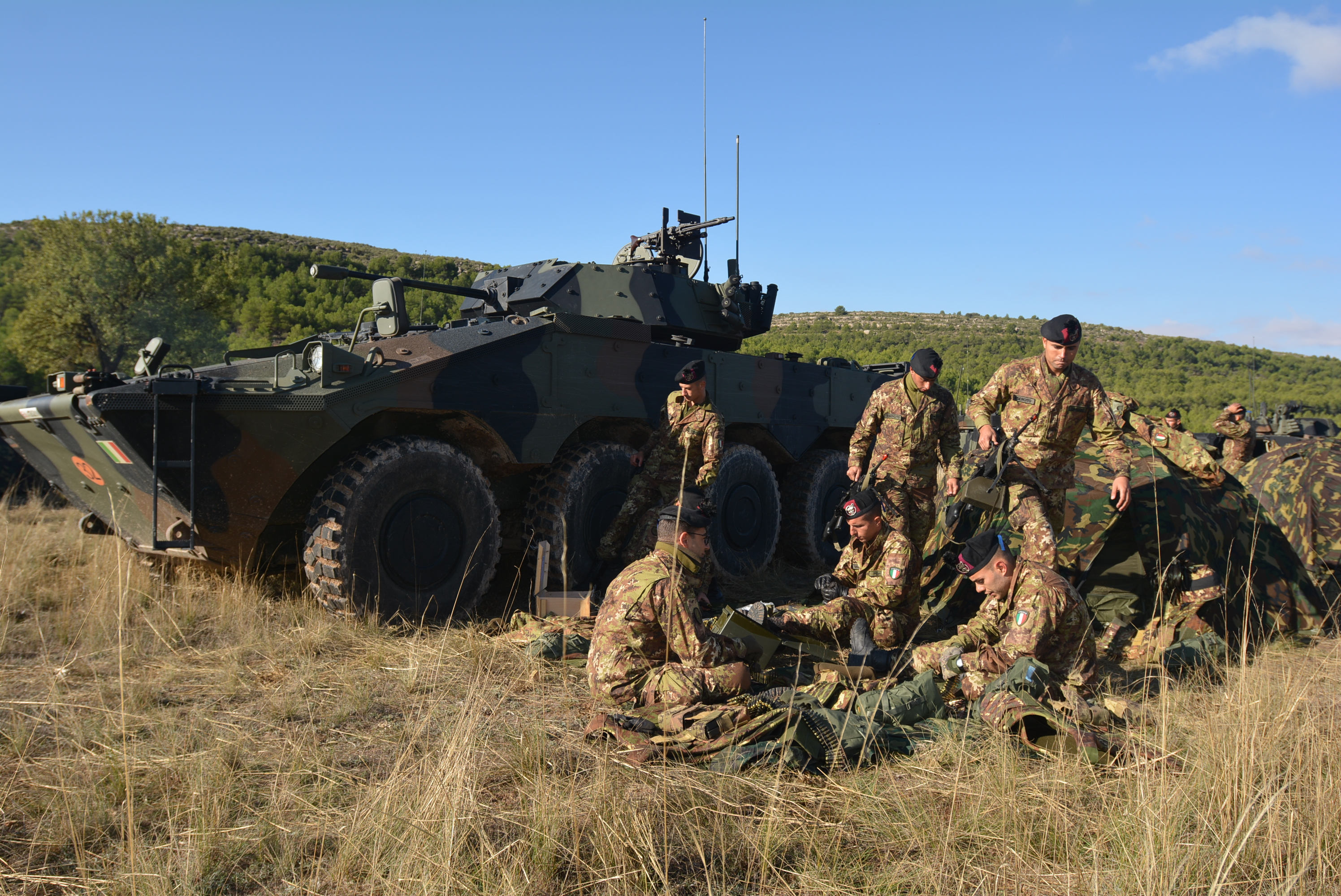
VBM "Freccia" della Brigata "Pinerolo" nell'esercitazione Trident Juncture 2015

Il completamento delle consegne è avvenuto il 6 giugno 2017, data entro la quale sono stati ordinati e consegnati un totale di 249 veicoli (190 nella versione Combat base, 36 in versione Combat controcarro, 2 nella versione Posto Comando e 21 nella versione porta mortaio) destinati ad equipaggiare la prima Brigata Media dell'Esercito Italiano.
Un secondo programma, già approvato dalle Commissioni Difesa del Parlamento italiano, prevede la realizzazione di 381 VBM (261 VBM tra Combat, Contro Carro, Porta Mortaio e Posto Comando e 120 VBM Esploranti) per la formazione della Seconda Brigata ad ottobre 2020 sono stati consegnati 340 di 630 esemplari.
La corazza frontale del VBM Freccia difende l’equipaggio da proiettili di 25/30mm, con la protezione che può essere incrementata per proteggere da mine e ordigni esplosivi. Il VBM Freccia può essere equipaggiato con protezione NBC (Nucleare Biologica Chimica) e nella sua versione standard può contenere 8 soldati + 3 membri dell’equipaggio. Sono state probabilmente previste versioni con una capienza maggiore.
La versione base Combat è equipaggiata con: torretta Oto Melara HITFIST 25 Plus, armata con cannone Oerlikon KBA B03 da 25/80 mm camerato per la cartuccia 25x137 standard NATO e mitragliatrice coassiale da 7,62 mm NATO. A destra della torretta sono installati due sistemi ottici, uno dei quali nella versione Posto Comando, che sono il Lothar (Land Optronic Thermal Aiming Resource) e il Janus, entrambi della Galileo Avionica. Il sistema Janus permette di effettuare ricerche sul terreno senza dover muovere la torretta, cosa che accade per il Lothar, mentre il sistema Lothar presenta un piccolo tergicristallo, non disponibile nel sistema Janus, mancanza che ad alte velocità e in ambienti ostili, portano il sistema ottico a sporcarsi senza possibilità di pulizia.
La versione Combat controcarro con la stessa torretta ma con l'aggiunta di due missili controcarro Rafael Spike LR e di un'ottica panoramica Galileo Janus. I lanciatori possono essere comandati separatamente tramite due console. Nel 2012 è stata presentata una torretta Hitfist con quattro lanciatori a tubo per missili.
La versione porta mortaio è sprovvista della torretta Hitfist 25 Plus ed è dotata di un’apertura, per permettere al mezzo di essere equipaggiato con mortaio TDA 2R2M da 120 mm, dotato di sistema di ammortizzazione del rinculo e di caricamento semiautomatico.
La versione posto comando è sprovvista della torretta e ha la parte posteriore rialzata e dotata di sistemi radio aggiuntivi ed inoltre ha la possibilità della installazione di una torretta Hitrole a controllo remoto da 7,62/12,7 o lanciagranate da 40 mm Mk 19.
La versione ambulanza ha lo stesso scafo della versione Posto Comando ma l'interno adeguato per il soccorso dei feriti.
La configurazione Recupero è adibita al soccorso ed è dotata di strumenti per la rimozione di ostacoli.

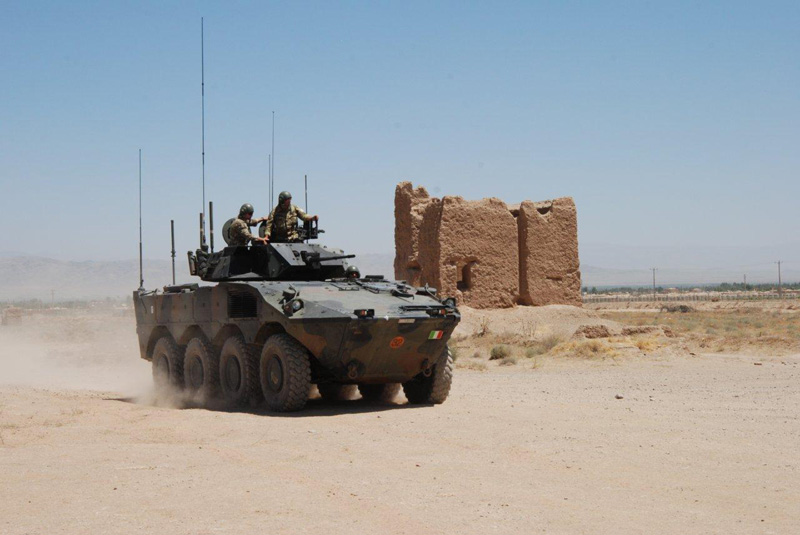
VBM Freccia della Brigata Sassari

La versione Esplorante costituisce, nel panorama dei sistemi per la Difesa e nel contesto internazionale attuale, un’innovazione assoluta. I veicoli in versione esplorante andranno ad equipaggiare le unità di Cavalleria deputate alla ricognizione come previsto dalla seconda fase del programma di acquisizione del VBM, che contempla la ridefinizione di una Seconda Brigata. La versione esplorante sarà sviluppata in due differenti configurazioni, che opereranno congiuntamente e in modo complementare e in sinergia tra loro: la configurazione "Far" (o Freccia E1) e "Close" (o Freccia E2), entrambe dotate di torretta Hitfist, come nella versione Combat.

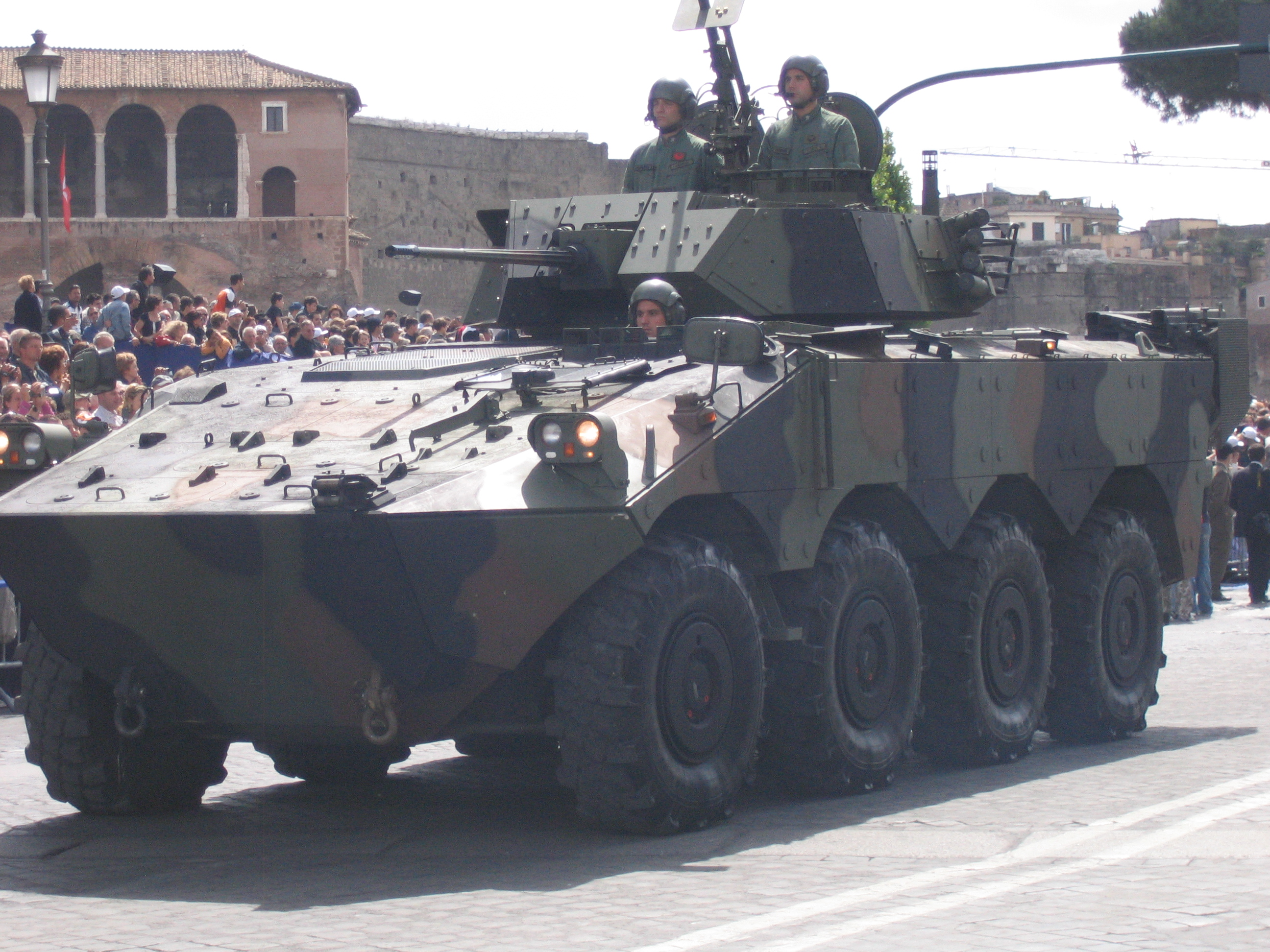
VBM "Freccia" in via dei Fori Imperiali in occasione della parata per la festa della Repubblica

Il Freccia E1 sarà specializzato nella scoperta a lungo raggio e tale funzione garantita grazie al radar LYRA 10 di sorveglianza terrestre, realizzato da Finmeccanica-Selex ES, accoppiato a una camera termica per l’identificazione dei bersagli e a due lanciatori per mini-UAV (Unmanned Aerial Vehicle) Horus di Finmeccanica-OTO Melara, con capacità di sorveglianza e acquisizione obiettivi; Il radar LYRA 10 fornisce un’elevata prestazione nella misurazione della posizione dei bersagli ed è in grado di rilevare ed effettuare la classificazione automatica di oggetti di piccole dimensioni in movimento sulla superficie terrestre con basse velocità. Il Freccia E2 sarà impiegato, invece, per la sorveglianza e acquisizione di obiettivi a breve raggio, in grado quindi di condurre un’esplorazione più ravvicinata. Oltre al sensore di scoperta Janus Full Format di Selex ES, già presente nelle configurazioni più recenti della torretta Hitfist del VBM Freccia e in grado di offrire una visione panoramica a medio-lungo raggio in tutte le condizioni meteorologiche, un veicolo terrestre non pilotato (UGV), e con missili controcarro Spike.
Il 6 giugno 2017, presso la sede del Segretario generale della difesa, è stato sottoscritto, tra l'Ingegnere Gianpiero Lorand, responsabile della Divisione Sistemi di Difesa di Leonardo, il Dottor Vincenzo Giannelli, Presidente e Amministratore delegato di Iveco Defence Vehicles e il Dottor Silvano Lentini, della Direzione degli Armamenti Terrestri, in rappresentanza del Ministero della difesa il contratto per l'acquisizione di veicoli blindati "Freccia" destinati all’Esercito Italiano.
In dettaglio, il contratto prevede la fornitura di 16 VBM Combat con garanzia estesa quinquennale, due prototipi di VBM Posto Comando e il completamento dei VBM Porta Mortaio già contrattualizzati.
L’acquisizione di tali mezzi consente il completamento della prima Brigata media (Pinerolo), mentre la prima fornitura di 30 VBM in configurazione Combat per la Brigata meccanizzata "Aosta" era già stata contrattualizzata nell'ottobre 2016 (con garanzia estesa decennale) e i mezzi consegnati nel 2018.

## VBM Plus
Nel 2024 è stata presentata la variante migliorata del VBM Freccia, denominato VBM Plus.

### VBM 30 NG per l'Esercito Italiano
Il nuovo blindato medio presenta delle migliorie sostanziali rispetto al modello precedente, sia per quanto riguarda la torre, sia per gli armamenti che la piattaforma del veicolo.
Il 30 dicembre 2024 la Direzione Armamenti Terrestri (TERRARM) ha sottoscritto un contratto con il CIO per la fornitura all'Esercito Italiano di 76 esemplari della nuova versione del VBM: 60 di questi in configurazione combat e 16 in configurazione anticarro; entrambe le configurazioni sono dotate di tutti miglioramenti sostanziali che differenziano il VBM Plus dal modello precedente. Il contratto, inoltre, prevede il supporto logistico integrato decennale dei nuovi VMB Plus 8x8 e dei nuovi veicoli di recupero e soccorso 10x10.. Tale accordo viene denominato VBM 30 NG acronimo di: Veicolo Blindato Medio 30 New Generation. 

### Nuova piattaforma
La piattaforma è dotata di nuovo scafo, nuovo motore, nuove sospensioni e nuova trasmissione. Lo scafo di nuova generazione è derivato dal CENTAURO II/Iveco SuperAV) mentre il nuovo motore è un turbodiesel da 720 CV (170 CV in più rispetto ai 550 della versione precedente) ed è ora dotato di common rail e predisposto per una futura configurazione ibrida e può essere installato anche su piattaforme pensate per una propulsione totalmente elettrica.
Con queste modifiche, il nuovo VBM Plus, quindi, è significativamente migliore in termini di mobilità ma non solo, essendo totalmente nuovi sia la piattaforma che il motore, lo sviluppo ulteriore di questo veicolo ha un margine di crescita molto elevato. Migliorando motore e scafo, sospensioni e trasmissione, il rapporto peso potenza è sensibilmente aumentato, quindi in futuro potrà essere ulteriormente aumentata la protezione balistica, la tecnologia e gli armamenti.

### Nuova torretta
A proposito di armamenti, anche la torre biposto è stata migliorata nella struttura (protezione balistica ed anti-mina aumentati) che nell'arma principale che ora è una nuova X-GUN da 30mm (30x173) molto più potente della precedente 25mm (25x137). La X-Gun 30mm è una mitragliera totalmente nuova, sviluppata da Leonardo nel suo sito di Brescia, compatibile con tutte le munizioni standard NATO da 30x173, incluso il munizionamento antidrone: ABM (Air Burst Munition). 
Anche il sistema di condotta di tiro è stato sostituito, con un'elettronica di ultima generazione di standard NGVA e nuove ottiche digitali di scoperta (JANUS D) e puntamento (LOTHAR SD).

### Nuova strumentazione
Il VBM Plus presenta migliorie anche negli strumenti di comando, controllo e comunicazione, tra i quali: nuovo interfono digitale, nuova radio quadricanale SDR tipo VQ1 e nuovo sistema C2D/N EVO.

## Utilizzatori

### VBM Freccia
- Italia Esercito Italiano: 
  - prima tranche: 53 esemplari consegnati;
  - seconda tranche: 110 esemplari consegnati;
  - terza tranche: 87 esemplari consegnati;
  - quarta tranche: 381 esemplari consegnati.
- Spagna Ejército de Tierra:
  - 4 esemplari in versione recupero.

### VBM Plus
- Italia Esercito Italiano:[15]
- 60 in versione combat
- 16 in versione controcarro